# White Ensign

L'Insegna bianca britannica.

La White Ensign (letteralmente “Insegna bianca”), in passato chiamata St George's Ensign a causa della simultanea esistenza di una versione senza croce, è un'insegna utilizzata sulle navi della Royal Navy britannica e sugli stabilimenti della marina a terra.
La bandiera è composta da una croce di San Giorgio su campo bianco con una Union Jack nel cantone in alto.
Il White Ensign è anche usato dagli yacht dei membri del Royal Yacht Squadron e dalle navi della Trinity House che scortano il monarca regnante.
È stata in passato la bandiera del White Squadron della Royal Navy, la squadra di centro della flotta britannica, deputata al pattugliamento dei mari domestici.
Ad essa è collegata la Red Ensign, della squadra di avanguardia, e la Blue Ensign, della squadra di retroguardia.

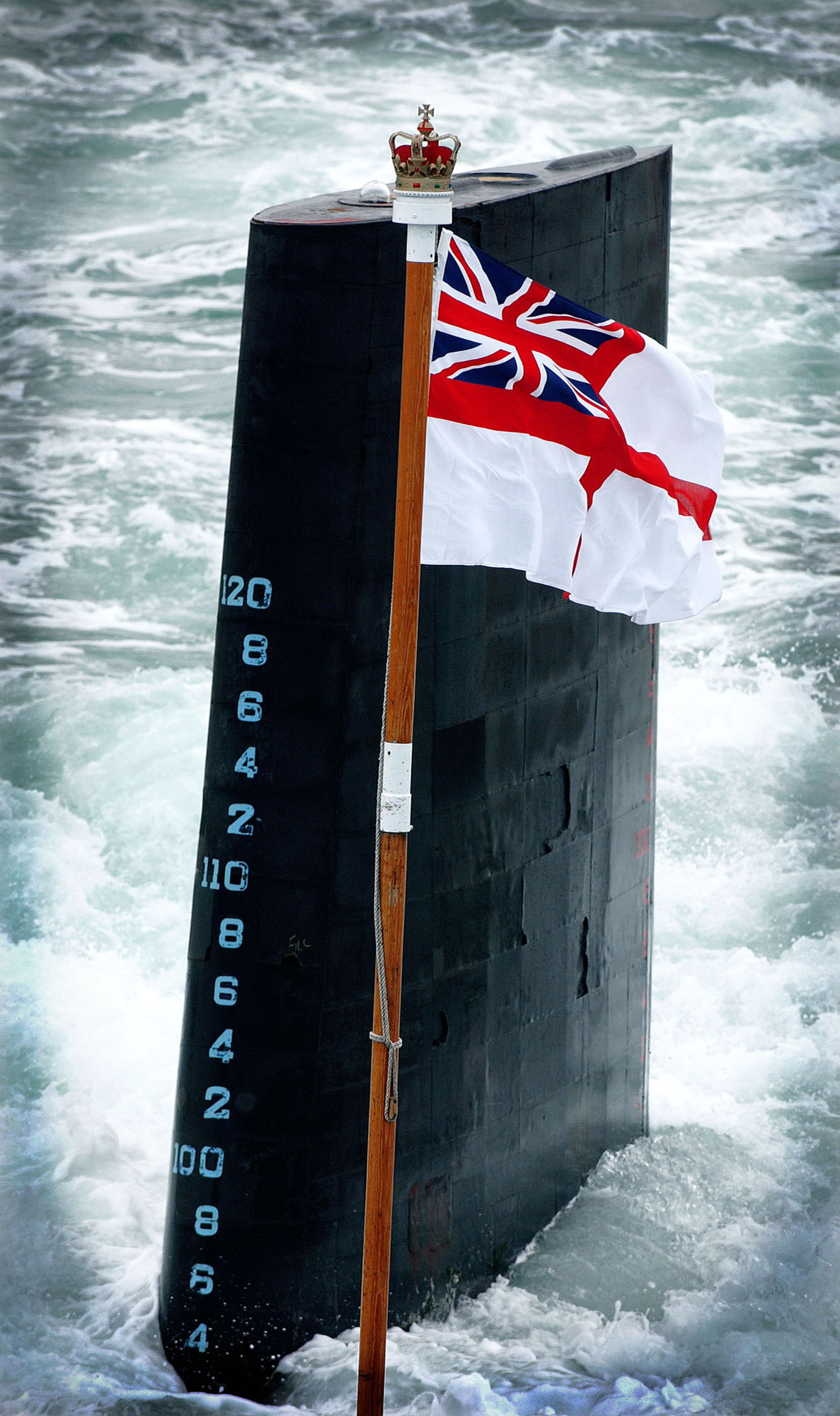
HMS Trafalgar (S107)

Con l'evoluzione della marina britannica la White Ensign venne poi utilizzata esclusivamente fino ad oggi dalla marina da guerra, le cui navi sono caratterizzate dal prefisso HMS (Her/His Majesty's Ship, Nave di Sua Maestà) e dal Royal Yacht Squadron, mentre la Red Ensign venne usata dalle navi mercantili e la Blue Ensign dalla riserva navale. Le bandiere sono ancora in uso tutt'oggi. È stata anche la bandiera delle forze navali reali dei vari domini e possedimenti dell'Impero britannico, fin quando non venne sostituita per rendere identificabili le navi di uno specifico paese divenuto indipendente così avvenne per l'dominion dell'India nel 1950, l'Unione sudafricana nel 1957, il Canada nel 1965, Dominion dell'Australia nel 1968 e il Dominion della Nuova Zelanda nel 1968

## Territorio Antartico Britannico

Bandiera del territorio antartico britannico

Il Territorio Antartico Britannico utilizza una sorta di White Ensign, senza però la croce rossa e con lo stemma del territorio.